# Ронко дел’Азино (Форли-Чезена)
Ронко дел’Азино (итал. Ronco dell'Asino) је насеље у Италији у округу Форли-Чезена, региону Емилија-Ромања.
Према процени из 2011. у насељу је живело 13 становника. Насеље се налази на надморској висини од 1075 м.